# Sidi Addi
Sidi El Makhfi (ou Sidi Addi, en arabe : سيدي عدي) est une commune rurale marocaine de la province d'Ifrane, dans la région de Fès-Meknès. Elle a une population totale de 16 229 habitants (2004).

### Sources
- (en) Sidi Addi sur le site de Falling Rain Genomics, Inc.